# Матриче
Матрѝче (на италиански: Matrice) е село и община в Централна Италия, провинция Кампобасо, регион Молизе. Разположено е на 690 m надморска височина. Населението на общината е 1114 души (към 2010 г.).